# Victorino Echevarría López
Victorino Echevarría López, (Becerril de Campos (província de Palència), 29 de març, 1898 - Madrid, 1 de març, 1963), fou director d'orquestra i compositor espanyol.
Va estudiar a Madrid amb Bartolomé Pérez Casas i Conrado del Campo, després a Berlín amb Paul Hindemith. Des de 1949, segon director de l'Orquestra Simfònica Municipal de Vent de Madrid, el 1960-1961. Després de la mort de Jesús Arambarri la va encapçalar durant algun temps. Va impartir un curs d'harmonia al Conservatori de Madrid.
Estilísticament, Echevarria gravitava cap al neoclassicisme i era un fan de Bartók i Stravinski, encara que els crítics també noten la influència de Manuel de Falla en la seva obra. Per al teatre va escriure l'òpera El anillo de Polícrates, la sarsuela La fuente del avellano i diverses sainetes, entre elles El clavel del altozano, guardonat amb el Premi Nacional de Ràdio d'Espanya l'any 1947. A més, Echevarria és propietari de l'oratori El nuevo mandamiento, obres simfòniques i de cambra.